# Indián rezervátumok

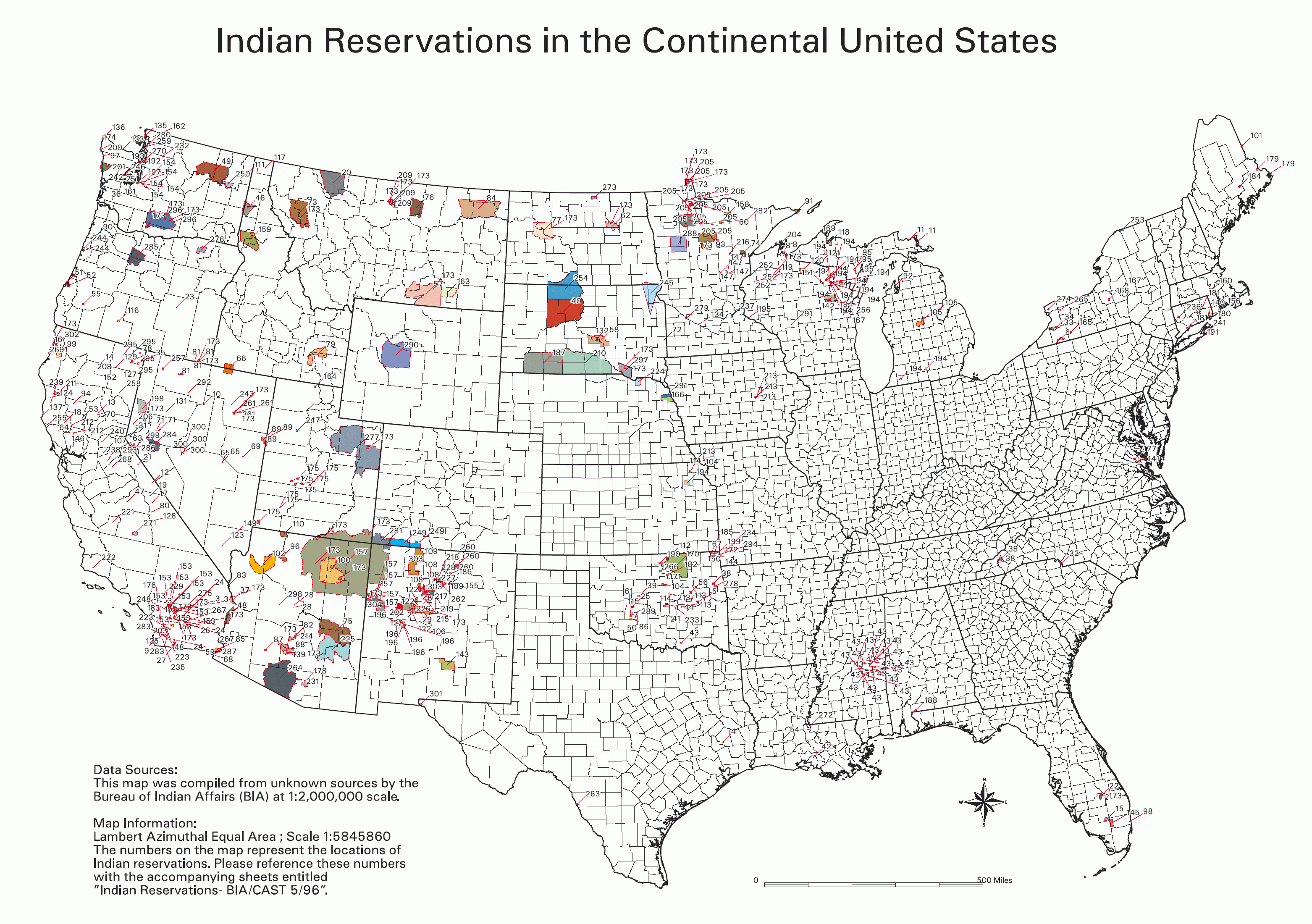
BIA térkép a kontinentális Egyesült Államok rezervátumairól.

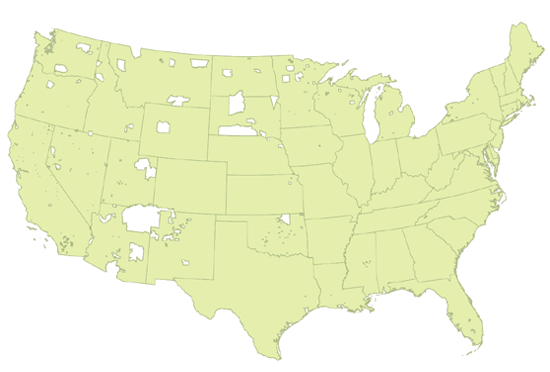
Törzsi szuverenitás: Az Egyesült Államok térképe. A védelem alatt nem álló területek kiemelten szerepelnek.

Az indián rezervátumok olyan területek, amelyeket az Amerikai Egyesült Államok belügyminisztériumának indián-ügyi bizottsága (Bureau of Indian Affairs, BIA) jelöl ki e célra. Nagyjából 310 indián rezervátum található az Egyesült Államokban. Az országban 550-nél több jogilag elismert törzs rendelkezik saját rezervátummal. Sőt, egyes törzseknek több rezervátuma is van, míg mások többen osztoznak egyen, egyeseknek viszont egyáltalán nincs. Ezen kívül, mivel egyes földdarabokat nem indiánoknak adtak el indián területeken belül, egyes törzsi területek széttöredeztek, és kisebb enklávékra bomlottak. Ez pedig számos adminisztrációs, politikai és jogi zavart okoz.
A 225 410 km²-nyi területű rezervátumok az Egyesült Államok 9 826 630 km²-es területének 2,3%-át fedik le. Tizenkét rezervátum területe nagyobb a 3144 km²-es Rhode Islandnél és kilenc az 5327 km²-es Delaware-nél. A navahók területe méretében Nyugat-Virginiáéval vetekszik. A rezervátumok egyenlőtlenül szóródnak szét az ország területén. Többségük a Mississippitől nyugatra fekszik, és szerződéssel, vagy adománnyal kapták meg a polgári domíniumoktól.
Mivel a törzsek törzsi szuverenitással rendelkeznek, még ha az korlátozott is, a törzsi területek törvényei különböznek a környező régiókéitól. Ezek például engedélyezik a kaszinók tartását, ami vonzza a turistákat. A törzsi tanács, nem pedig az állami, vagy a szövetségi kormány, rendelkezik joghatósággal a rezervátumok felett. Az egyes rezervátumok eltérő kormányzattal rendelkeznek, ami egyes esetekben másolja a környező területek kormányzatát, máskor nem. A legtöbb rezervátumot a szövetségi kormány hozta létre, míg néhány, főleg keleten, ma is eredeti szállásterületét birtokolja.
A „rezervátum” megnevezés abból az elképzelésből származik, hogy az indián törzseket független szuverenitásként kívánták kezelni, amikor az alkotmányt ratifikálták. Ez annak következménye volt, hogy a (többnyire kényszer hatása alatt kötött) békeszerződések után is az Egyesült Államok bizonyos területeit indiánok birtokolták. Ezeket a területeket felparcellázták, és az így létrejövő parcellákat nevezték rezervátumoknak. A fogalom fennmaradt az után is, hogy a szövetségi kormány áttért arra a gyakorlatra, hogy szállásterületükről elmozdított törzseket kényszerítsen olyan területekre, amihez nem volt történelmi kötődésük.
Napjainkban az indiánok szűk többsége a rezervátumokon kívül él, többnyire olyan nyugati nagyvárosokban, mint Phoenix, vagy Los Angeles.

## Történelem

### A kezdetek
Az első indiánokat áttelepítő intézkedés az 1830. május 28-án törvénybe iktatott indiánkitelepítési határozat volt, mely Andrew Jackson elnök nevéhez kötődik. A határozat értelmében a Mississippi keleti partjáról kitelepítendőek voltak az ott élő „Öt Civilizált Törzs” tagjai, akiket addig az Egyesült Államok kormányzata békén hagyott. 1830 és 1840 között az amerikai hadsereg mintegy 60 ezer indiánt telepített át a Mississippi nyugati oldalára. A mai Oklahoma állam területén kijelölt Indián Területre vezető „Könnyek útján” több ezer indián vesztette életét a kemény időjárás, betegségek és az éhezés miatt.
1851-ben az Amerikai Egyesült Államok Kongresszusa elfogadta az indián eltulajdonítási törvényt, ami előirányozta indián rezervátumok létrehozását a mai Oklahoma területén. A telepesek és az indiánok közti kapcsolatok egyre romlottak, ahogy a telepesek elözönlötték a területet, és elkezdték kiaknázni a Nyugat természeti erőforrásait.
A kései 1860-as évektől Ulysses S. Grant elnök „békepolitikát” folytatott, a konfliktus lehetséges megoldását keresve. A politika tartalmazta az Indián Szolgálat elismerését, ami azt tűzte ki célul, hogy számos törzset eltávolítson eredeti lakhelyéről, és speciálisan kijelölt területekre kényszerítse. Ez a politika együtt járt kormánytisztviselők kinevezésével is, akiket az egyházak jelöltek, hogy felügyeljék az indián szervezeteket, és megismertessék a törzseket a kereszténységgel. A kvékerek különösen aktívak voltak e téren. Ezen „civilizációs” politika célja végső soron az volt, hogy felkészítse a törzseket az állampolgárság elnyerésére.
A rezervátumok szerződései néha ösztöndíj-megállapodásokat is tartalmaztak, amivel a szövetségi kormány vállalta különböző javak juttatását a törzseknek. A politika végrehajtása azonban kiszámíthatatlan volt, és számos esetben az ösztönző javak nem érkeztek meg.

### Vita
Az ez irányú politikát már a kezdetektől fogva viták övezték. A rezervátumokat kormányrendeletek alapján hozták létre. Sok esetben a fehér telepesek kifogásolták, hogy ezen területek elvesztésével csökkennek a mezőgazdasági területeik. Egy 1868-as kongresszusi jelentés széles körű korrupcióra derített fényt a szövetségi kormányzat indián ügyi ügynökségeinél, aminek következtében rossz minőségű területekre helyezték az áttelepített törzseket.
Sok törzs figyelmen kívül hagyta az áttelepítési rendeleteket, ami miatt erőszakkal kellett őket újonnan kijelölt helyükre kényszeríteni. A politika érvényesítésére az amerikai hadsereget vetették be, és azért is ők feleltek, hogy korlátozzák a törzsek mozgását. A törekvés, hogy az indiánokat rezervátumokba szorítsák vissza, számtalan mészárláshoz és néhány háborúhoz vezetett. A legismertebb konfliktus ezek közül a sziú háború a Nagy-síkság északi részén 1876 és 1881 között. Ennek során zajlott le a Little Bighorn-i csata is. Egy másik ismert háború volt ebben az időszakban a nez perce háború.
A kései 1870-es évektől kezdve a Grant elnök által elindított politika kudarcnak bizonyult, elsősorban azért, mert a legvéresebb háborúkat robbantotta ki az indiánok és az Egyesült Államok között. 1877-re Rutherford B. Hayes elnök hatályon kívül helyezte a politikát, 1882-ig pedig minden vallási szervezet elvesztette befolyását a szövetségi indián ügyi ügynökségekben.

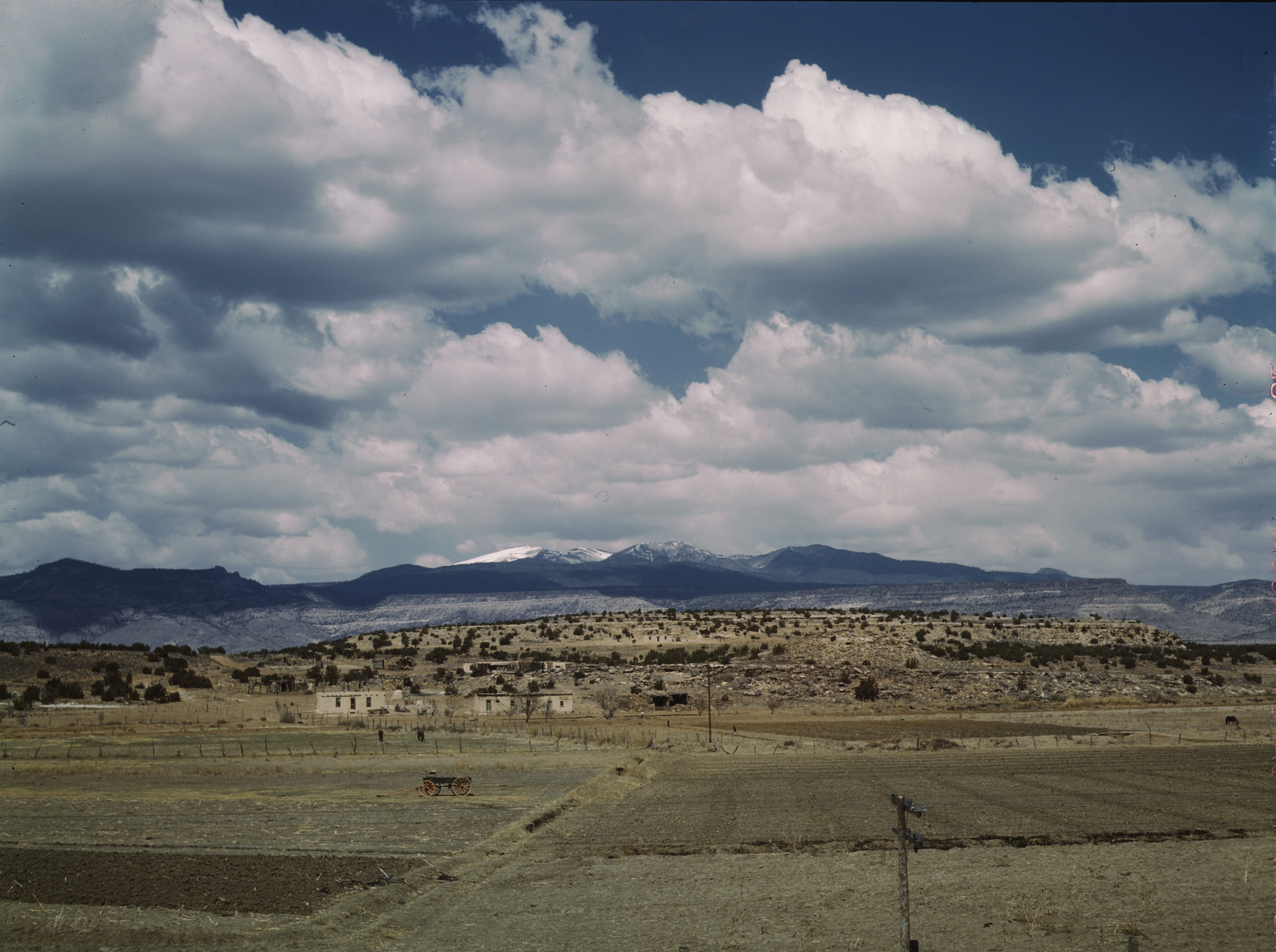
A legtöbb indián rezervátum, mint a Laguna rezervátum Új-Mexikóban (1943-as kép), a Nyugat területén feküdt, gyakran a mezőgazdasági művelésre alkalmatlan arid régiókban.

1887-ben a kongresszus éles váltást eszközölt a rezervátumokat érintő politikában a Dawes törvény, vagy Általános Elosztási Törvény elfogadásával. Ez a törvény lezárta a régi politikát azzal, hogy a rezervátumokat individuális birtokokra osztotta. Néhány esetben, például az Umatilla Rezervátuméban, az újonnan szerzett parcellákat fehér telepeseknek adták el. Ez a politika 1934-ig folytatódott, amikor az Indián Reorganizációs Törvény váltotta fel.

### Földbirtok és a szövetségi indián törvény
A rezervátumok létrehozásával a törzsi területek a töredékükre csökkentek, és a földbirtoklás szokásjoga csak egy ideig maradhatott fenn. Ehelyett a szövetségi kormányzat rendezése alárendelte a törzseket a hely joghatóságoknak, a katonaság, majd az Indián Ügyi Hivatal ellenőrzésének. A szövetségi törvény rezervátumokat utalt ki a törzseknek, amelyek jogi entitások lettek, később pedig önkormányzati jogú területekként működtek. A törzsi földbirtok szervezete joghatóságot biztosít a földművelésben, a fakitermelésben és a bányászatban. A törzsek általában autoritással rendelkeznek a helyi rancsgazdaságok, a mezőgazdaság, a turizmus és a kaszinók felett is. Fenntarthatnak törzsi boltokat, benzinkutakat és múzeumokat. A törzs tagjai számos erőforrást vehetnek igénybe, például legelőket és mezőgazdasági földeket. Otthonokat is emelhetnek a közösségi területeiken.
Az 1887-es Dawes törvénnyel a kormányzat individualizálta a törzsi földeket, individuális birtokokra osztva azokat. Általánosságban az elosztási folyamat családi birtokegyüttesek és, néhány esetben, a rezervátumok előtti szállásterületek visszaszerzésének törekvéséhez vezetett. Néhány elosztási program megelőzte a Dawes törvényt, de a rezervátumok túlnyomó többségét az Indián Reorganizációs Törvény 1934-es elfogadásáig osztották fel. Azonban a kongresszus engedélyezett néhány ilyen programot a további években is. Ilyen volt például a Palm Springs/Agua Caliente Indián Rezervátum Kalifornia területén.
Az elosztást számos folyamatot indította el: 1. Az egyének eladhatják birtokaikat. A Dawes törvény hatálya alatt ez huszonöt évig nem történt meg. 2. Halála esetén az egyén végrendeletében rendelkezhet a föld elosztásáról, ami bonyolult öröklési mintákhoz vezetett. A kongresszus megkísérelte ezt mérsékelni azzal, hogy támogatta a törzseket, hogy pénzügyi lehetőségeik legyenek egyben tartani a földeket. 3. A birtokok elidegenítéssel, a nem indiánok jelenléte egyre inkább nőtt a rezervátumokban, ami megváltoztatta ezen térségek demográfiáját. Ennek egyik kihatása, hogy a törzsek már nem minden esetben rendelkeznek többséggel a terület igazgatásában. A demográfiai tényező, párosulva a földbirtoklási adatokkal, olyan peres ügyekhez vezetett, mint például a Devils Lake sziúk és Észak-Dakota közötti eljárás, ahol a nem indiánok több területet birtokoltak az érintett rezervátum területén, mint az indiánok, annak ellenére, hogy számbelileg az utóbbiak voltak többségben a területen. A bíróság döntésében arra hivatkozott, hogy a törzs nem rendelkezik joghatósággal az elidegenített földek felett. Számos esetben, mint például a Yakama rezervátuméban, a törzsek nyitott és zárt régiókat határoztak meg a rezervátumon belül. A nyitott területen a nem indián birtokosok vannak többségben, míg a zárt terület kizárólagos indián tulajdonban áll.
Fontos megjegyezni, hogy az indián kormányzatokat magába foglaló ún. „Indián ország” ma hármas kormányzat alatt áll. Úgy mint szövetségi, állami és/vagy helyi, illetve törzsi. Ahol az állami, illetve a helyi kormányzat nagyobb teret nyer, ott értelemszerűen a törzsi igazgatás ereje csökken.
Végül, lehetséges egyéb birtokforma is az egyéni és a törzsi tulajdonon kívül. Például számos egyház birtokol földet a rezervátumokban. Többségük törzsi földeket szerzett meg a szövetségi kormány beleegyezésével. A BIA ügynökség irodái, kórházai, iskolái, és egyéb létesítményei foglalják el a fennmaradó földek java részét.

### Az indián New Deal
Az 1934-es Indián Reorganizációs Törvény, más néven Howard-Wheeler Törvény, más néven Indián New Dealként is szerepel. Ez a szabályozás új rendszert vezetett be az indián ügyekben, visszafordítva a közföldek korábbi privatizációját, és bátorítva a törzsi szuverenitást. A törvény lelassította a törzsi területek magánkézbe való áramlását, és csökkentette a nem indiánok kezébe kerülő birtokok méretét.
A következő húsz évben a szövetségi kormány infrastruktúra, egészségügy és oktatás fejlesztésébe fektetett a rezervátumokban, és több mint 8000 km²-t visszakaptak a törzsek. John Collier, a törvény ihletőjének visszavonulása után egy évtizeden belül a kormányzat pozícióinak alakulása az ellenkező irányba fordult. Az új indián ügyi biztosok, Myers és Emmons felvetették a „visszavonási program”, vagy „felmondás” ötletét, ami a kormányzati felelősség és együttműködés végét jelentette az indiánokkal, és az asszimilációjukat erőltette. Az indiánok elvesztették a földjeiket, de kompenzációt kaptak. A társadalmi elégedetlenség és elutasítás azonban elfojtotta az elképzelést, mielőtt az ténylegesen megvalósult volna. Ez alatt viszont öt törzs, coushatták, az ute indiánok, a paiuték, a menominee-k és a klamath-ok, eltűntek, további 114 csoport Kaliforniában pedig elveszítette törzsként való elismertségét. Sok egyén kényszerült a városokba vándorolni, de egyharmaduk visszatért a rezervátumokba a következő évtizedekben.

## Életmód és kultúra
Sok rezervátumokban élő indiánnal a szövetségi kormány két ügynöksége, az Indián Ügyi Iroda és az Indián Egészségügyi Szolgálat foglalkozik.
Az életkörülmények néhány rezervátumban a fejlődő világéihoz közelítenek. Magas a gyermekhalandóság, alacsony a várható élettartam, nagy a szegénység, és teret nyer az alkoholizmus, illetve a drogfogyasztás. Például a dél-dakotai Shannon megye, ahol a Pine Ridge rezervátum található, az ország legszegényebb megyéjeként van számon tartva.

## Szerencsejáték
1979-ben a seminole törzs floridai rezervátumában magas tétes bingó szervezésébe kezdett. Az állam megpróbálta bezáratni a játéktermeket, de a bíróság gátat szabott törekvéseinek. Az 1980-as években a Kalifornia vs. Cabazon Band of Mission Indians ügy jogalapot teremtett a rezervátumok számára, hogy szerencsejáték-tevékenységet folytassanak. 1988-ban a Kongresszus elfogadta az Indián Szerencsejáték Szabályozási Törvényt, ami elismeri az indián törzsek jogát szerencsejáték űzésére és játéktermek fenntartására, amíg az adott állam, amelynek a területén a rezervátum fekszik, engedélyezi a szerencsejátékokat. Napjainkban sok indián kaszinó turista-központként működik hotellel és konferencia-központtal. A szerencsejáték sikere sok rezervátumban fellendítette a gazdaságot, biztosítva a törzsek jólétét, azáltal, hogy elegendő pénzt gyűjtöttek az infrastruktúra, az oktatás és az egészségügy kiépítésére.

## Bűnüldözés
A súlyos bűnesetekkel az indián rezervátumokban az 1885. évi törvény értelmében a szövetségi kormány, általában az FBI foglalkozik, együttműködve az államügyészséggel és a szövetségi igazságszolgáltatási körzettel amelynek területén a rezervátum fekszik. Az indián területeken elkövetett bűneseteknek prioritása van mind az FBI, mind a szövetségi ügyészség számára. Azonban a súlyos ügyek felderítése általában nem kielégítően folyik le, vagy hamar elsikkad. A törzsi bíróságok csak legfeljebb egyéves szabadságvesztéssel járó ítéletet hozhattak, míg 2010. július 29-én a Törzsi Jog és Törvény Rendelete elfogadásra került, amelynek értelmében a törzsi bíróságok három évig terjedő szabadságvesztéssel járó ítéletet is kimondhatnak. A rendelet szabályozta a vádlott jogait is. Az igazságügy minisztérium 2010. január 11-én elfogadta az Indián Ország Rendvédelmi Kezdeményezést, ami elismeri a rezervátumok rendfenntartási problémáit és elsődleges prioritást ad a léterő problémák megoldására.
Az igazságügy minisztérium elismeri az egyedi jogi kapcsolatot az Egyesült Államok és a szövetségileg elismert törzsek között. Ezen kapcsolat egyik aspektusaként, az Indián Ország nagy részében, az igazságügy minisztérium egyedül rendelkezik autoritással bizonyítékok gyűjtésére és ítélet kimondására súlyos bűncselekmények esetében. Szerepünk, mint fő vádló súlyos bűncselekmények esetén felelősséget ró ránk az Indián Ország polgáraival szemben. Ennek megfelelően a közbiztonság a törzsi közösségekben az egyik elsőszámú prioritás az igazságügy minisztérium számára.
A hangsúly a családon belüli erőszak és a szexuális zaklatás esetei utáni nyomozáson volt.
Az 1953-ban elfogadott Public Law 280 (PL 280) joghatóságot biztosít az indiánok által Indián Országban elkövetett bűnesetekre az egyes államokban, és lehetőséget ad más államoknak a joghatóság átvállalására. Későbbi szabályozás lehetővé teszi az államok számára a joghatóság visszautalását az érintett államnak. Néhány PL 280 rezervátumban zavar jelentkezik a jogalkotásban. A törzsi elégedetlenséget fokozza az adatok hiánya a közbiztonsági rátákról.